# Guangzhou Open 2024
Il Guangzhou Open 2024, conosciuto anche come Guangzhou Open presented by AVATR per motivi di sponsorizzazione, è stato un torneo di tennis giocato sul cemento all'aperto. È stata la 18ª edizione del torneo, facente parte della categoria WTA 250 nell'ambito del WTA Tour 2024. Il torneo si è giocato al Nansha International Tennis Center di Guangzhou, in Cina, dal 21 al 27 ottobre 2024.

## Partecipanti

### Teste di serie
| Nazionalità | Giocatrice             | Ranking* | Testa di serie |
| ----------- | ---------------------- | -------- | -------------- |
| Rep. Ceca   | Kateřina Siniaková     | 41       | 1              |
| Rep. Ceca   | Marie Bouzková         | 43       | 2              |
| Cina        | Yuan Yue               | 46       | 3              |
| Armenia     | Èlina Avanesyan        | 48       | 4              |
| Francia     | Diane Parry            | 52       | 5              |
| Slovacchia  | Rebecca Šramková       | 53       | 6              |
| Spagna      | Jéssica Bouzas Maneiro | 62       | 7              |
|             | Kamilla Rachimova      | 65       | 8              |

* Ranking al 14 ottobre 2024.

### Altre partecipanti
Le seguenti giocatrici hanno ricevuto una Wild card:
- Shi Han
- Wei Sijia
- Zhang Shuai

La seguente giocatrice è entrata in tabellone utilizzando lo special exempt:
- Suzan Lamens

Le seguenti giocatrici sono passate dalle qualificazioni:

- Caroline Dolehide
- Alex Eala
- Jana Fett
- Petra Martić
- Jessika Ponchet
- Mananchaya Sawangkaew

Le seguenti giocatrici sono entrate in tabellone come lucky loser:
- Emina Bektas
- Alycia Parks
- Elena Pridankina
- Ella Seidel

### Ritiri
Prima del torneo
- Harriet Dart → sostituita da  Elena Pridankina
- Olivia Gadecki → sostituita da  Ella Seidel
- Anhelina Kalinina → sostituita da  Olivia Gadecki
- Magda Linette → sostituita da  Emina Bektas
- Anastasija Potapova → sostituita da  Greet Minnen
- Julija Putinceva → sostituita da  Bernarda Pera
- Emma Raducanu → sostituita da  Anna Bondár
- Sloane Stephens → sostituita da  Viktorija Golubic
- Katie Volynets → sostituita da  Alycia Parks
- Wang Yafan → sostituita da  Wang Xiyu
- Dajana Jastrems'ka → sostituita da  Arantxa Rus

Durante il torneo
- Kateřina Siniaková

## Partecipanti al doppio
| Nazione   | Giocatrice         | Nazione     | Giocatrice      | Ranking* | Testa di serie |
| --------- | ------------------ | ----------- | --------------- | -------- | -------------- |
| Rep. Ceca | Kateřina Siniaková | Cina        | Zhang Shuai     | 31       | 1              |
| Indonesia | Aldila Sutjiadi    | Cina        | Xu Yifan        | 81       | 2              |
| Norvegia  | Ulrikke Eikeri     | Giappone    | Makoto Ninomiya | 99       | 3              |
| Ungheria  | Tímea Babos        | Regno Unito | Harriet Dart    | 111      | 4              |

* Ranking al 14 ottobre 2024.

### Altre partecipanti
La seguenti coppie di giocatrici hanno ricevuto una wildcard per il tabellone principale:
- Liu Leyi /  Ni Ma Zhuoma
- Feng Shuo /  Yang Zhaoxuan

Le seguenti coppie di giocatrici sono subentrate in tabellone come alternate:
- Margarita Betova /  Elena Pridankina
- Jana Fett /  Jessika Ponchet
- Ella Seidel /  Kathinka von Deichmann

### Ritiri
Prima del torneo
- Jéssica Bouzas Maneiro /  Olga Danilović → sostituite da  Margarita Betova /  Elena Pridankina
- Olivia Gadecki /  Kamilla Rachimova → sostituite da  Jana Fett /  Jessika Ponchet
- Aldila Sutjiadi /  Xu Yifan → sostituite da  Ella Seidel /  Kathinka von Deichmann

## Punti
| Evento    | V   | F   | SF | QF | 2T   | 1T | Q    | Q2   | Q1   |
| Singolare | 250 | 163 | 98 | 54 | 30   | 1  | 18   | 12   | 1    |
| Doppio    | 250 | 163 | 98 | 54 | N.D. | 1  | N.D. | N.D. | N.D. |

## Montepremi
| Evento    | V        | F        | SF       | QF      | 2T      | 1T      | Q2      | Q1      |
| Singolare | 35 250 $ | 20 830 $ | 11 610 $ | 6 608 $ | 4 040 $ | 2 890 $ | 2 140 $ | 1 380 $ |
| Doppio*   | 12 820 $ | 7 210 $  | 4 140 $  | 2 470 $ | N.D.    | 1 900 $ | N.D.    | N.D.    |

*per team

## Campionesse

### Singolare
Olga Danilović ha sconfitto in finale  Caroline Dolehide con il punteggio di 6-3, 6-1.
- È il secondo titolo in carriera per Danilović.

### Doppio
Kateřina Siniaková /  Zhang Shuai hanno sconfitto in finale  Katarzyna Piter /  Fanny Stollár con il punteggio di 6-4, 6-1.